# Single numer jeden w roku 2006 (Japonia)
Notowanie Weekly Singles Chart (jap. 週間シングルチャート Shūkan Shinguru Chāto) przedstawia najlepiej sprzedające się single w Japonii. Publikowane jest ono przez magazyn Oricon Style, a dane kompletowane są przez Oricon w oparciu o cotygodniowe wyniki sprzedaży fizycznej singli. Poniżej znajdują się tabele prezentujące najpopularniejsze single w danych tygodniach w roku 2006.

## Oricon Weekly Singles Chart
| Data            | Singel                                                                          | Wykonawca                    | Źródło |
| --------------- | ------------------------------------------------------------------------------- | ---------------------------- | ------ |
| 2 stycznia      | „SNOW! SNOW! SNOW!”                                                             | KinKi Kids                   | [ 1 ]  |
| 9 stycznia      | wstrzymanie publikacji                                                          | wstrzymanie publikacji       |        |
| 16 stycznia     | „Seishun Amigo” (jap. 青春アミーゴ)                                             | Shūji to Akira               | [ 2 ]  |
| 23 stycznia     | „feel”                                                                          | Kumi Kōda                    | [ 3 ]  |
| 30 stycznia     | „Venus”                                                                         | Tackey & Tsubasa             | [ 4 ]  |
| 6 lutego        | „Shōdō” (jap. 衝動)                                                             | B’z                          | [ 5 ]  |
| 13 lutego       | „Somei yoshino” (jap. ソメイヨシノ)                                             | ENDLICHERI☆ENDLICHERI        | [ 6 ]  |
| 20 lutego       | „Mr.Traveling Man”                                                              | Tokio                        | [ 7 ]  |
| 27 lutego       | „World Apart” (jap. ワールドアパート)                                           | Asian Kung-Fu Generation     | [ 8 ]  |
| 6 marca         | „SEASON’S CALL”                                                                 | Hyde                         | [ 9 ]  |
| 13 marca        | „YES!”                                                                          | Exile                        | [ 10 ] |
| 20 marca        | „Startin'/Born To Be...”                                                        | Ayumi Hamasaki               | [ 11 ] |
| 27 marca        | „Sayaendō/Hadashi no Cinderella Boy” (jap. サヤエンドウ/裸足のシンデレラボーイ) | NEWS                         | [ 12 ] |
| 3 kwietnia      | „Real Face”                                                                     | KAT-TUN                      | [ 13 ] |
| 10 kwietnia     | „Real Face”                                                                     | KAT-TUN                      | [ 14 ] |
| 17 kwietnia     | „Real Face”                                                                     | KAT-TUN                      | [ 15 ] |
| 24 kwietnia     | „Yuruginai mono hitotsu” (jap. ゆるぎないものひとつ)                            | B’z                          | [ 16 ] |
| 1 maja          | „Dear WOMAN”                                                                    | SMAP                         | [ 17 ] |
| 8 maja          | „Tabiudo” (jap. 旅人)                                                           | Ketsumeishi                  | [ 18 ] |
| 15 maja         | „Tabiudo” (jap. 旅人)                                                           | Ketsumeishi                  | [ 19 ] |
| 22 maja         | „Champione” (jap. チャンピオーネ)                                               | Orange Range                 | [ 20 ] |
| 29 maja         | „Kitto daijōbu” (jap. きっと大丈夫)                                             | Arashi                       | [ 21 ] |
| 5 czerwca       | „milk tea/Utsukushiki hana” (jap. milk tea/美しき花)                            | Masaharu Fukuyama            | [ 22 ] |
| 12 czerwca      | „Daite Señorita” (jap. 抱いてセニョリータ)                                      | Tomohisa Yamashita           | [ 23 ] |
| 19 czerwca      | „SPLASH!”                                                                       | B’z                          | [ 24 ] |
| 26 czerwca      | „Good Day!!” (jap. グッデイ!!)                                                  | V6                           | [ 25 ] |
| 3 lipca         | „BLUE BIRD”                                                                     | Ayumi Hamasaki               | [ 26 ] |
| 10 lipca        | „The Rainbow Star”                                                              | ENDLICHERI☆ENDLICHERI        | [ 27 ] |
| 17 lipca        | „Hōkiboshi” (jap. 箒星)                                                         | Mr. Children                 | [ 28 ] |
| 24 lipca        | „Deep in your heart/+Million but -Love”                                         | Kōichi Dōmoto                | [ 29 ] |
| 31 lipca        | „SIGNAL”                                                                        | KAT-TUN                      | [ 30 ] |
| 7 sierpnia      | „Natsu moyō” (jap. 夏模様)                                                      | KinKi Kids                   | [ 31 ] |
| 14 sierpnia     | „Aozora Pedal” (jap. アオゾラペダル)                                            | Arashi                       | [ 32 ] |
| 21 sierpnia     | „DIRTY OLD MAN ~Saraba natsu yo~” (jap. DIRTY OLD MAN 〜さらば夏よ〜)           | Southern All Stars           | [ 33 ] |
| 28 sierpnia     | „Guarana” (jap. ガラナ)                                                         | Sukima Switch                | [ 34 ] |
| 4 września      | „Sorafune/do! do! do!” (jap. 宙船/do! do! do!)                                  | Tokio                        | [ 35 ] |
| 11 września     | „Fever to Future” (jap. フィーバーとフューチャー)                               | GYM                          | [ 36 ] |
| 18 września     | „Taiyō no uta” (jap. タイヨウのうた)                                            | Kaoru Amane                  | [ 37 ] |
| 25 września     | „Natsuoto/Hen na yume ~THOUSAND DREAMS~” (jap. 夏音/変な夢 〜THOUSAND DREAMS〜) | Glay                         | [ 38 ] |
| 2 października  | „Taiyō no uta”                                                                  | Kaoru Amane                  | [ 39 ] |
| 9 października  | „Mikazuki” (jap. 三日月)                                                        | Ayaka                        | [ 40 ] |
| 16 października | „Winding Road”                                                                  | Porno Graffitti              | [ 41 ] |
| 23 października | „Arigatō” (jap. ありがとう)                                                     | SMAP                         | [ 42 ] |
| 30 października | „Yume no uta/Futaride...” (jap. 夢のうた/ふたりで…)                             | Kumi Kōda                    | [ 43 ] |
| 6 listopada     | „Seaside Bye Bye” (jap. シーサイド・ばいばい)                                   | Kisarazu Cat’s Eye feat. MCU | [ 44 ] |
| 13 listopada    | „Ready Go!”                                                                     | WaT                          | [ 45 ] |
| 20 listopada    | „Aruiteru” (jap. 歩いてる)                                                      | Morning Musume.              | [ 46 ] |
| 27 listopada    | „Shirushi” (jap. しるし)                                                        | Mr. Children                 | [ 47 ] |
| 4 grudnia       | „Namida no furusato” (jap. 涙のふるさと)                                        | Bump of Chicken              | [ 48 ] |
| 11 grudnia      | „Harmony of December”                                                           | KinKi Kids                   | [ 49 ] |
| 18 grudnia      | „Bokura no machi de” (jap. 僕らの街で)                                          | KAT-TUN                      | [ 50 ] |
| 25 grudnia      | „Kanfū Fighting” (jap. 関風ファイティング)                                      | Kanjani ∞                    | [ 51 ] |